# Andrena everna
Andrena everna är en biart som beskrevs av Warncke 1974. Andrena everna ingår i släktet sandbin, och familjen grävbin. Inga underarter finns listade i Catalogue of Life.